# Schenk (vinicole)
Pour les articles homonymes, voir Schenk.
Schenk est une entreprise vinicole dont le siège est situé à Rolle, en Suisse. 
Elle est le plus grand négociant de vin de Suisse et l'un des plus importants du monde.

## Historique
L'entreprise est créée à Rolle, dans le canton de Vaud, en 1893 par le tonnelier Charles Schenk. Son fils, Arnold Schenk, la développe avec son beau-père Albert Rolaz et la transforme en société anonyme en 1909.  
À partir de 1919, ils acquièrent des vignes sur La Côte, puis à Lavaux, dans le Chablais et enValais. Les activités prennent une dimension internationale avec des filiales en Espagne (1927), en Algérie (1933), en Italie (1952, 2009), en France (1964, 1972), en Allemagne (1964) et en Grande-Bretagne (1994).   
En 1943, l'entreprise se dote des installations les plus modernes, lançant en 1944 Grapillon SA, qui produit un jus de raisin riche en sucre, tenant compte du rationnement des denrées imposé par la Seconde Guerre mondiale.   
Pierre, fils d'Arnold, prend la tête de l'entreprise en 1953. En 1961, il la transforme en Schenk Holding SA et rachète son concurrent Obrist (fondé en 1854). Principale entreprise suisse de négociants en vins, et même l'un des plus importants du monde, et de propriétaires-éleveurs, le groupe a produit 96 millions de bouteilles (250 ha de vignes en Europe) et en a vendu 200 millions en 2008.   
L'entreprise vise à être 100 % biologique d'ici à 2030.   

### Président
- Depuis l'été 2022 : Alexandra Post Quillet[4]

### Chiffre d'affaires et nombre d'employés
- 2022 : 0,5 milliard de francs suisses[4]
- 2021 : 700 collaborateurs (groupe), dont 200 en Suisse[3]

## Caves et domaines
- Suisse
  - Château de Vinzel[4]
  - Le Domaine du Château de Châtagneréaz, Mont-sur-Rolle
  - Domaine de Autecour, Mont-sur-Rolle
  - Domaine du Martheray, Féchy
  - Le château Maison Blanche, Yvorne
  - Schenk SA, Rolle
  - Cave St-Pierre, Chamoson
  - Cave St Georges, Sierre
  - Obrist SA, Vevey
  - Bolle & Cie SA, Morges
  - Henri Badoux SA, Aigle
  - Cave St-Pierre, Chamoson
  - Domaine du Mont-d'Or, Sion[5]

- France
  - Henri de Villamont, Savigny-lès-Beaune, Bourgogne
  - Château d'Aigueville, Uchaux, Côtes-du-Rhône
  - Veyret Latour, Bordeaux

- Espagne
  - Bodegas Murviedro, Requena (Valencia)
  - Bodegas Hispano+Suizas, Requena

- Italie
  - Schenk Italia SpA, Ora (Trentino/Alto-Adige)
  - Bacio della Luna, Vidor (Prosecco)
  - Castello di Querceto, Greve (Toscane)